# Легаевка
Легаевка — деревня на самом юге Пермского края России. Входит в Чернушинский район (городской округ).

## География
Расположена на реке Стреж, примерно в 8 км к северо-западу от центра города Чернушки.
На востоке примыкает непосредственно к селу Брод, где основная дорога Легаевки (улица Лесная) переходит в улицу Заречную.

## История
Деревня Легаевка здесь уже ранее существовала, до 1970-х годов её население достигало 200 человек. Во время начала Великой Отечественной войны, летом 1941 года она стала местом эвакуации из Ленинграда детского сада № 20, оформившись в Легаевский интернат.
В 1976 году из учётных данных Пермской области деревня Легаевка была исключена.
Современная деревня воссоздана законом Пермского края от 30 марта 2020 года.
Территория деревни относилась к бывшему Бродовскому сельскому поселению Чернушинского муниципального района.